# Ik ga op reis en ik neem mee...
Ik ga op reis en ik neem mee... of Ik ga op vakantie en ik neem mee... is een geheugenspelletje. 
De eerste speler die aan de beurt is, zegt de zin "Ik ga op reis en ik neem mee ...." hardop. Vervolgens noemt hij of zij dan een voorwerp op. De beurt gaat dan over naar de tweede persoon. Ook hij/zij zegt de zin "Ik ga op reis en ik neem mee ...." hardop. Vervolgens noemt hij/zij het voorwerp dat de eerste persoon heeft gezegd en verzint zelf een nieuw artikel. De nummer drie noemt dan in de juiste volgorde de artikelen op die de eerste twee personen hebben opgenoemd, en verzint er weer een voorbeeld bij. Op deze manier wordt de keten van woorden steeds langer. 
Degene die een vergissing maakt met het opnoemen van de voorwerpen (hetzij in de verkeerde volgorde of verkeerd voorwerp) is "af" en kan niet meer meedoen met dit spel. Wanneer dit spel met meerdere personen wordt gespeeld, gaat dit spel door, totdat er nog maar één speler over is.